# Grand Prix van Australië 1949
De Grand Prix van Australië 1949 was een autorace die werd gehouden op 18 september 1949 op het circuit van Leyburn in Leyburn. De volgende Grand Prix race zou pas plaats vinden als een Formule 1 Grand Prix in 1985.

## Uitslag
| Positie | Rijder           | Team             | Ronden | Tijd/Opgave    |
| ------- | ---------------- | ---------------- | ------ | -------------- |
| 1       | John Crouch      | Delahaye         | 35     | 1:49:25.2      |
| 2       | Ray Gordon       | MG               | 35     | + 4:47.0       |
| 3       | Arthur Rizzo     | Riley            | 35     | + 7:31.6       |
| 4       | Peter Critchley  | MG               | 35     | + 10:14.8      |
| 5       | Allan Larsen     | Regal            | 35     | + 10:27.8      |
| 6       | Curley Brydon    | MG               | 35     | + 10:42.8      |
| 7       | Irwin Luke       | Bugatti          | 35     | + 17:42.2      |
| 8       | Theo Trevethan   | Ford             | 35     | + 21:49.2      |
| 9       | H. McGuire       | MG               | 35     | + 27:27.8      |
| 10      | Col Robinson     | MG               | 35     | + 31:34.4      |
| 11      | Jack Wright      | Vauxhall         | 35     | + 35:11.6      |
| NF      | Vic Johnson      | MG               | 27     | Motor          |
| NF      | Dick Bland       | Ford             | 26     | Banden         |
| NF      | Frank Kleinig    | Hudson           | 21     | Oververhitting |
| NF      | John Nind        | MG               | 20     | Motor          |
| NF      | Garry Coglan     | MG               | 16     | Motor          |
| NF      | Ken Tubman       | MG               | 12     | Brandstof      |
| NF      | Snow Sefton      | Strathpine       | 11     | Oververhitting |
| NF      | Charlie Whatmore | Studebaker       | 10     | Brandstof      |
| NF      | Les Taylor       | MG               | 10     |                |
| NF      | Keith Thallon    | Jaguar           | 10     | Motor          |
| NF      | Doug McDonald    | Bugatti          | 9      | Motor          |
| NF      | Keith Saunders   | Cadillac         | 8      | Motor          |
| NF      | Rex Law          | Buick Century    | 8      | Motor          |
| NF      | Dick Cobden      | MG               | 6      | Koppeling      |
| NF      | Arthur Bowes     | Hudson           | 5      | Oliepomp       |
| NF      | Ross Gray        | Ford             | 4      | Ontsteking     |
| NF      | George Pearse    | MG               | 2      | Motor          |
| DNS     | John Pike        | Tritton Wolseley |        | Botsing        |
| DNS     | L. Johnson       | Lea Francis      |        | Geen auto      |

1949 · 1985 · 1986 · 1987 · 1988 · 1989 · 1990 · 1991 · 1992 · 1993 · 1994 · 1995 · 1996 · 1997 · 1998 · 1999 · 2000 · 2001 · 2002 · 2003 · 2004 · 2005 · 2006 · 2007 · 2008 · 2009 · 2010 · 2011 · 2012 · 2013 · 2014 · 2015 · 2016 · 2017 · 2018 · 2019 · 2020 · 2021 · 2022 · 2023 · 2024 · 2025